# くさか里樹
くさか 里樹（くさか りき、1958年6月9日 - ）は、日本の漫画家。女性。高知県高岡郡日高村出身、高知県在住。高知県立高知追手前高等学校卒業。夫はかつて自身が師事していた青柳裕介の元アシスタントである大石倉人。
ペンネームの由来は、出身地である日高村の地名「日下（くさか）」と、当時ファンであった俳優リッキー・ホイから。本人によると一時は「草刈り機」と間違われたという。

## 来歴
高校を卒業後に高知市内の授産施設に職員として勤務しながら漫画を投稿した後、1980年に『別冊少女コミック』（小学館）6月号にて掲載された『ひとつちがいのさしすせそ』でデビュー。
2011年5月、『ヘルプマン!』で第40回日本漫画家協会賞大賞を受賞。

## 作品リスト

### 書籍
- 愛人志願落第生（1984年刊、小学館、全1巻）
- バージン喪失旅行（1984年刊、小学館、全1巻）
- 琴線歌（1988年、小学館、全1巻）
- ビューティフル・トーク（1989年刊、小学館、全1巻）
- ケイリン野郎（1989年 - 2004年、『Judy』、小学館、全56巻）
- 恋人形（1990年刊、小学館、全1巻）
- 永遠の都（1991年、『コミックトム』、プライス、潮出版社）
- ときには愚かに（1991年刊、小学館、全1巻）
- エピローグのあとで（1991年 - 1994年刊、小学館、全4巻）
- 片翼同盟（1994年 - 1996年、『NIGHTY Judy』、小学館、全7巻）
- N.G.（1996年 - 1997年刊、小学館、全3巻）
- 桜花らんまん（1997年 - 1999年刊、小学館、全7巻）
- イケナイ恋人たち（1999年、小学館、全2巻）
- あたしが伝説（1999年 - 2000年、『NIGHTY Judy』、小学館、全4巻）
- 絶対泣かない（2001年刊、小学館、全1巻）
- 有限会社「危機一髪」（2001年刊、小学館、全2巻）
- 恋降る瞬間（2002年刊、小学館、全1巻）
- 書きくけこ（2002年 - 2003年、『モーニング』、講談社、全2巻）
- えっ!?（2002年刊、小学館、全1巻）
- ヘルプマン!（2003年 - 2014年、『イブニング』、講談社、全27巻）
- ナイトの娘（2003年 - 2004年刊、原作：テイラー・スミス、小学館、全3巻）
- うっ!!（2003年刊、小学館、全1巻）
- ケイリン野郎GP（2004年 - 2006年、『Judy』、小学館、全4巻）
- ナチュラル（2005年刊、小学館、全1巻）
- ミス・おとぎ話（2005年刊、小学館、全1巻）
- ビッグ・ニュース!（2006年刊、小学館、全1巻）
- ファイブ（2006年 - 2007年、原作：平山譲、『ビッグコミック』、小学館、全5巻）
- ごめん!（2007年刊、小学館、全1巻）
- らぶり〜 日本一のダメ教師（2007年 - 2009年刊、小学館、全2巻）
- 生まれたままで（2009年刊、小学館、全1巻）
- 羅什-クマーラジーヴァ-（2011年 - 2015年、潮出版社、全8巻）
- ヘルプマン!!（2014年 - 2017年、『週刊朝日』、朝日新聞出版、全10巻）
- ヘルプマン!!取材記（2017年 - 2019年、『週刊朝日』、朝日新聞出版、全6巻） - 4巻 - 6巻は電子書籍限定
- レオの柩（2018年 - 2019年、『月刊ジヘン』[4]、Nagisa、全3巻） - 単行本は電子書籍限定
- すぐ死ぬんだから（2018年 - 2020年、『WEBコミックトム』、潮出版社、全2巻）
- 新生ヘルプマン ケアママ!（2019年[5] - 2021年[6]、『週刊朝日』、朝日新聞出版、全4巻）

### イラスト
- おかげさま 介護弁護士流 老人ホーム選びの掟（著：外岡潤、2011年10月14日発売、ぱる出版、ISBN 978-4827206678）

## 公式サイト
- くさか里樹公式サイト
- くさか里樹 (@kusakariki0609) - X（旧Twitter）